# Фернандо Морена
Фернандо Морена (ісп. Fernando Morena, нар. 2 лютого 1952, Монтевідео, Уругвай) — колишній уругвайський футболіст, що грав на позиції нападника, зокрема, за клуб «Пеньяроль», а також національну збірну Уругваю. По завершенні ігрової кар'єри — тренер.
Шестиразовий чемпіон Уругваю. Володар Суперкубка УЄФА. Володар Кубка Лібертадорес. Володар Міжконтинентального кубка. У складі збірної — володар Кубка Америки.

## Клубна кар'єра
Вихованець футбольної школи клубу «Расінг» (Монтевідео).
У дорослому футболі дебютував 1969 року виступами за команду клубу «Рівер Плейт», в якій провів три сезони, взявши участь у 48 матчах чемпіонату.
Своєю грою за цю команду привернув увагу представників тренерського штабу клубу «Пеньяроль», до складу якого приєднався 1973 року. Відіграв за команду з Монтевідео наступні шість сезонів своєї ігрової кар'єри. Більшість часу, проведеного у складі «Пеньяроля», був основним гравцем атакувальної ланки команди. Відзначався надзвичайно високою результативністю, забиваючи в іграх чемпіонату в середньому більше одного голу за матч.
Згодом з 1979 по 1983 рік грав у складі команд клубів «Райо Вальєкано», «Валенсія», «Пеньяроль» та «Бока Хуніорс». Протягом цих років двічі виборював титул чемпіона Уругваю, ставав володарем Суперкубка УЄФА, володарем Кубка Лібертадорес, володарем Міжконтинентального кубка.
Завершив професійну ігрову кар'єру у клубі «Пеньяроль», у складі якого вже виступав раніше. Прийшов до команди 1984 року, захищав її кольори до припинення виступів на професійному рівні у 1984.

## Виступи за збірну
1971 року дебютував в офіційних матчах у складі національної збірної Уругваю. Протягом кар'єри у національній команді, яка тривала 13 років, провів у формі головної команди країни 53 матчі, забивши 22 голи.
У складі збірної був учасником чемпіонату світу 1974 року у ФРН, розіграшу Кубка Америки 1975 року у різних країнах, розіграшу Кубка Америки 1983 року у різних країнах, здобувши того року титул континентального чемпіона.

## Тренерська робота
Завершивши виступи на футбольному полі, почав тренерську роботу. Працював на батьківщині з командами «Пеньяроль» і «Рівер Плейт» (Монтевідео), а також в Іспанії з «Реал Мурсія» і з чиліським «Коло-Коло».

## Досягнення

### Командні
- Чемпіон Уругваю:

«Пеньяроль»: 1973, 1974, 1975, 1978, 1981, 1982
- Володар Суперкубка УЄФА:

«Валенсія»: 1980
- Володар Кубка Лібертадорес:

«Пеньяроль»: 1982
- Володар Міжконтинентального кубка:

«Пеньяроль»: 1982
- Володар Кубка Америки: 1983

### Особисті
- Найкращий бомбардир чемпіонату Уругваю:

1973 (23), 1974 (27), 1975 (34), 1976 (18), 1977 (19), 1978 (36), 1982 (17)
- Найкращий бомбардир Кубка Лібертадорес:

1974 (7), 1975 (8), 1982 (7)